# メディアステーションポパイ

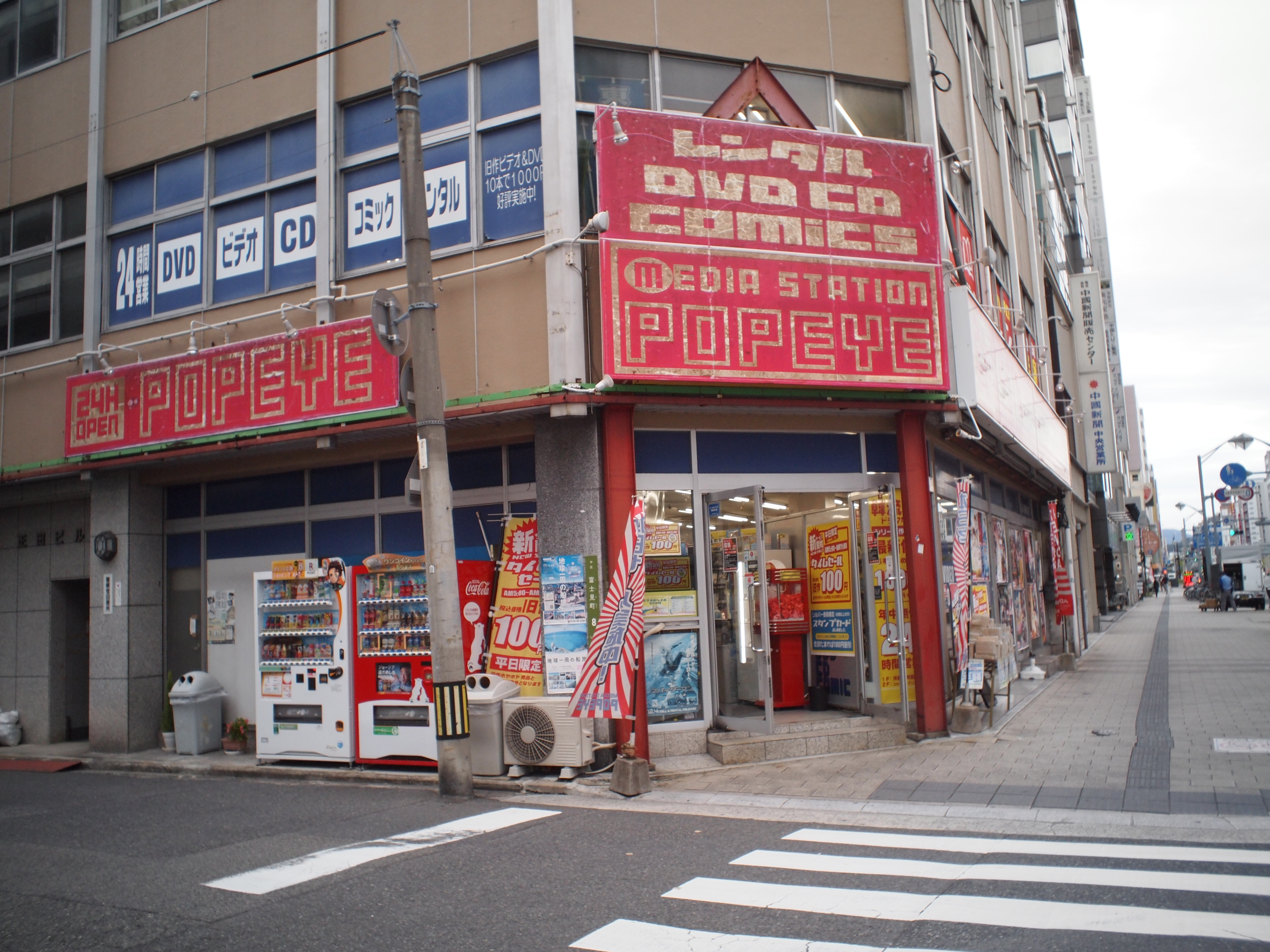
富士見店

メディアステーションポパイ（英：Media Station POPEYE）とは、ビデオ・DVD・CD・コミックのレンタル事業を展開しているレンタルビデオチェーンストア。

## 概要
2019年5月8日現在広島県に1店舗展開している。各地域に展開する店舗は株式会社サンコーが幹事企業となり別資本の企業によって運営されていた。

## 運営会社
- 株式会社よしみつ
  - 広島県広島市南区東雲本町一丁目3番5号[1]

## かつての運営会社
いずれも破産
- 株式会社サンコー（幹事企業）
  - 本社 - 広島県広島市西区庚午南1-9-2[2]
  - 東京事務所 - 東京都港区新橋二丁目21番1号
- 株式会社カキタ

## 店舗一覧
- 広島県
  - 富士見店（広島市中区） - 株式会社よしみつ （1988年4月開店）

### かつて営業していた店舗
- 埼玉県
  - 武蔵藤沢店（入間市） - 株式会社サンコー（1997年頃開店、2012年閉店）
  - 飯能店（飯能市） - 株式会社サンコー（2002年5月開店、2017年7月閉店）
- 東京都
  - ときわ台店（板橋区） - 株式会社サンコー
2002年に海老名店（神奈川県海老名市）に移転改称。
  - 一之江店（江戸川区） - 株式会社カキタ（開店時期不明、2018年1月閉店）
- 神奈川県
  - 野毛店（横浜市中区） - 株式会社サンコー
  - ライベックス川崎店（川崎市川崎区） - 株式会社サンコー（開店時期不明、2017年7月閉店）
  - 海老名店（海老名市） - 株式会社サンコー（2002年開店、2017年8月閉店）
ときわ台店（東京都板橋区）を2002年に移転改称したもの。
- 千葉県
  - 妙典イオン店（市川市） - 株式会社カキタ（開店時期不明、2018年4月閉店）
  - 芝山店（船橋市） - 株式会社サンコー（開店時期不明、2018年5月閉店）
- 広島県
  - 千田店（広島市中区） - 株式会社よしみつ （1986年12月開店、2007年6月閉店）
  - 東雲2号店（広島市南区） - 株式会社よしみつ （1992年7月開店、2007年閉店）
  - 白島店（広島市中区） - 株式会社よしみつ （1985年10月開店、2005年7月に現在地に移転、閉店時期不明）
  - 住吉店（広島市中区） - 株式会社カキタ
  - 庚午店（広島市西区） - 株式会社サンコー（2013年の店舗火災の為、閉店）
  - 三篠店（広島市西区） - 株式会社サンコー
  - 大町店（広島市安佐南区） - 株式会社カキタ
  - 可部店（広島市安佐北区） - 株式会社よしみつ （1996年4月開店、閉店時期不明）
  - 八幡店（広島市佐伯区） - 株式会社カキタ
  - 海田店（安芸郡海田町） - 株式会社よしみつ （1994年7月開店、閉店時期不明）
  - 祇園店（広島市安佐南区） - 株式会社サンコー（開店時期不明、2018年1月閉店）
  - 東雲店（広島市南区） - 株式会社よしみつ （1988年9月開店、2018年閉店）
  - 十日市店（広島市中区） - 株式会社サンコー（開店時期不明、2018年7月閉店）
  - 中山店（広島市東区） - 株式会社サンコー（開店時期不明、2019年2月閉店）
  - 南観音店（広島市西区） - 株式会社サンコー（開店時期不明、2019年5月閉店）
- 山口県
  - 麻里布店（岩国市） - 株式会社サンコー
- 福岡県
  - 宗像店（宗像市） - 株式会社よしみつ
1997年11月開店、1999年9月に大橋店（福岡市南区）に移転改称。
  - 薬院店（福岡市中央区） - 株式会社よしみつ（2007年6月開店、閉店時期不明）
  - 大橋店（福岡市南区） - 株式会社よしみつ
宗像店（宗像市・1997年11月開店）を1999年9月に移転改称したもの。
  - 長尾店（福岡市城南区） - 株式会社よしみつ （1993年7月開店、閉店時期不明）
  - 博多駅前店（福岡市博多区） - 株式会社よしみつ（開店時期不明、2017年閉店）
  - 別府店（福岡市城南区） - 株式会社よしみつ （1999年3月開店、2017年閉店）